# Sony's Spider-Man Universe
Sony's Spider-Man Universe (hrv. Sonyjev Spider-Man Svemir) medijska je franšiza i zajednički svemir usredotočen na seriju filmova o superjunacima koje je producirala Columbia Pictures u suradnji s Marvel Entertainmentom. Distribuira Sony Pictures Releasing, filmovi se temelje na raznim Marvel Comics pojedinostima povezanim s likom Spider-Man.
Rad na proširenom svemiru pomoću sporednih likova iz Spider-Man filmova započeo je od prosinca 2013. Sony je planirao iskoristiti Čudesnog Spider-Man 2 (2014.) za pokretanje nekoliko spin-off filmova usmjerenih na Spider-Man negativce iz stripova, uključujući i film o Venomu. Nakon relativnog kritičkog i financijskog neuspjeha Čudesnog Spider-Man 2, ti su planovi napušteni, a u veljači 2015. godine Sony je najavio dogovor o suradnji s Marvel Studiosom na budućim Spider-Man filmovima i integraciji lika u Marvel Cinematic Universe (MCU). Ovaj odnos proizveo je filmove Spider-Man: Povratak kući (2017.), Spider-Man: Daleko od kuće (2019.) i Spider-Man: Put bez povratka (2021.), dok je Sony odvojeno ponovo pokrenuo film Venom kao samostalni film koji započinje vlastiti svemir. Sony i Marvel Studios ponovno su pregovarali o svom dogovoru u 2019. godini kako bi podijelili lik Spider-Mana između MCU-a i njihovih samostalnih filmova temeljenih na Marvelu. Nakon Venoma slijedio je Venom 2 (2021.)
Sony razvija niz akcijskih filmova temeljenih na Marvelovim likovima, s planiranim izdanjima za Morbius (2022.) i Kraven The Hunter za 2023. godinu, te dva dodatna filma postavljena za 2023. godinu, zajedno s još budućim Spider-Man filmovima smještenim u MCU.
Osim toga, Sony Pictures Television također razvija nekoliko televizijskih serija smještenih u isti zajednički svemir kao i filmovi, počevši sa Silk. Osim toga, studio je 2018. objavio animirani film Spider-Man: Novi svijet, koji je predstavio ideju multisvemira koji povezuju više svemira. Uspjeh tog filma doveo je do razvoja dvodijelnog nastavka, pri čemu je prvi dio zakazan za 2022., a drugi dio zakazan za 2023., uz spin-off.

## Ime
Sony je u svibnju 2017. godine službeno objavio svoj novi zajednički svemir temeljen na raznim Marvel Comics materijalima povezanim sa Spider-Manom, s naslovom "Sony's Marvel Universe". Do kolovoza 2018. interno u Sonyu se nazivao "Sony's Universe of Marvel Characters" (SUMC). U ožujku 2019. prezentacija Sony Pictures Entertainmenta odnosila se na "Sony Pictures Universe of Marvel Characters" (SPUMC),[3] a Sony je kasnije potvrdio da je to službeni naziv za njegov zajednički svemir. Prezentacija je naslov primijenila na Spider-Man filmove Marvel Studija i animirane filmove Spider-Verse-a, kao i na Sonyjeve Marvelske adaptacije uživo. Naslov je bio široko kritiziran, a komentatori su se rugali njegovoj duljini kao "zalogaju" i negativno ga uspoređivali s kraćim nazivima franšize kao što su Marvel Cinematic Universe (MCU) i DC Extended Universe (DCEU). James Whitbrook iz "io9" postavio je pitanje zašto se izraz "Spider-Verse" ne koristi. Naslov je također ismijavan zbog akronima "SPUMC". Predsjednik Columbia Picturesa Sanford Panitch izjavio je da Sony ne želi njihov zajednički svemir nazivati "Spider-Verse" jer je obuhvatio mnoge likove odvojene od Spider-Mana. Unatoč tome, Sony je u kolovozu 2021. objavio da je franšiza preimenovana u "Sony's Spider-Man Universe" (SSU).

## Filmovi
| Film              | Datum izlaska u SAD-u | Datum izlaska u Hrvatskoj | Režiser         | Scenarist(i)                                | Producent(i)                                                         |
| ----------------- | --------------------- | ------------------------- | --------------- | ------------------------------------------- | -------------------------------------------------------------------- |
| Venom             | 5. listopada 2018.    | 4. listopada 2018.        | Ruben Fleischer | Jeff Pinkner & Scott Rosenberg Kelly Marcel | Avi Arad Matt Tolmach Amy Pascal                                     |
| Venom 2           | 1. listopada 2021.    | 14. listopada 2021.       | Andy Serkis     | Kelly Marcel                                | Avi Arad Matt Tolmach Amy Pascal Kelly Marcel Tom Hardy Hutch Parker |
| Morbius           | 28. siječnja 2022.    | -                         | Daniel Espinosa | Matt Sazama & Burk Sharpless                | Avi Arad Matt Tolmach Lucas Foster                                   |
| Kraven the Hunter | 13. siječnja 2023.    | -                         | J. C. Chandor   | Art Marcum & Matt Holloway Richard Wenk     | Avi Arad Matt Tolmach                                                |

### Filmovi u razvoju
- The Sinister Six
- Nightwatch
- Venom 3
- Jackpot
- Madame Web
- Film o Roberto Orci
- Film o Olivia Wilde

## Televizijske serije
U lipnju 2018. godine Sony i Amy Pascal započeli su razvoj filma o liku Cindy Moon / Silk, kojeg je Tiffany Espensen portretirala u Marvelovom Cinematic Universeu, što bi se razlikovalo od verzije koja se pojavljuje u Sonyjevom animiranom spinoff filmu Spider-Women. Krajem 2019. godine Silk je identificiran kao dobar kandidat za televizijsku seriju, a razvoj je započeo tako što je Pascal ostala producentica. Lauren Moon razvila je i napisala scenarij, izvršnu produkciju zajedno s voditeljem Tomom Spezialyjem.
| Serije | Sezona | Sezona | Epizoda | Datum | Datum | Autor        |
| ------ | ------ | ------ | ------- | ----- | ----- | ------------ |
| Silk   |        | 1      | -       | -     | -     | Tom Spezialy |